# 莱索蒂约
莱索蒂约（法語：Les Authieux，法語發音：[le.z‿otjø]）是法国厄尔省的一个市镇，属于埃夫勒区。

## 地理
莱索蒂约（48°53'58"N, 1°14'20"E）面积4.87 平方千米，位于法国诺曼底大区厄尔省，该省份为法国北部内陆省份，北起滨海塞纳省，西接奧恩省和卡爾瓦多斯省，南至厄尔-卢瓦省，东临瓦兹省、瓦兹河谷省和伊夫林省。
与莱索蒂约接壤的市镇（或旧市镇、城区）包括：沙维尼-巴约勒、库德尔、拉福雷迪帕尔克、瑞梅勒、圣安德烈德勒尔。

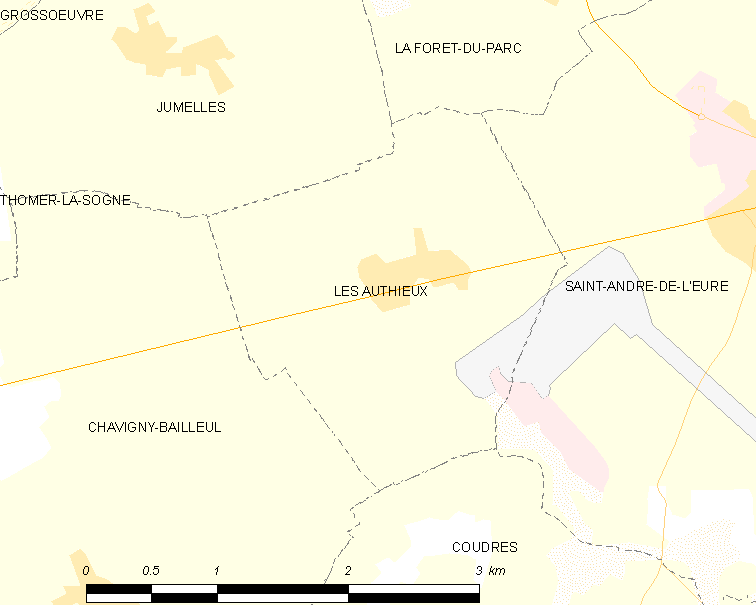
莱索蒂约的OSM定位图

莱索蒂约的时区为UTC+01:00、UTC+02:00（夏令时）。

## 行政
莱索蒂约的邮政编码为27220，INSEE市镇编码为27027。

## 政治
莱索蒂约所属的省级选区为圣安德烈德勒尔县。

## 人口

1962-2008年间莱索蒂约人口变化图示

莱索蒂约于2022年1月1日时的人口数量为292人。